# Postfach
Ein Postfach (früher auch Postschließfach) ist eine Einrichtung der meisten Postunternehmen der Welt, bei denen der Kunde seine Post in einem abschließbaren Fach in einer Postfiliale abholen kann. In Anlehnung daran wird in E-Mail-Programmen ein Benutzerkonto häufig als „Postfach“ bezeichnet.

## Geschichte
Verschließbare Abholungsfächer, letter boxes nach der im Bankwesen üblichen Bezeichnung, hatte zuerst die Postverwaltung der Vereinigten Staaten von Amerika für die Briefabholung angeboten; in den 1850er Jahren lautete die Bezeichnung lock boxes. In Europa folgten dem amerikanischen Beispiel 1873 die Schweiz, 1878 Belgien, 1881 Frankreich, 1887 Ungarn, 1888 Österreich, 1889 Italien, 1891 Russland, 1893 Norwegen. Von den früheren deutschen Postverwaltungen führten Württemberg 1878 und Bayern 1883 Schließfächer ein. Die Reichspost stellte zunächst bei den Postämtern in Bremen und Mannheim 1878 und 1882 Versuche mit Schließfächern an. Allgemein wurden die Postfächer erst 1901 im deutschen Gebiet eingeführt, nachdem das Gesetz über das Posttaxwesen am 11. März 1901 geändert worden war.

## Eigenschaften
Die Postfächer sind in der Regel nummeriert. Die Postfachnummer wird in Zweiergruppen von rechts gegliedert, es gibt keine führenden Nullen. Die Postanschrift lautet (nach DIN 5008) dann:
```
Max Mustermann
Postfach 8 15
12345 Musterstadt
```

In Deutschland können größere Unternehmen auf die Angabe der Postfachnummer verzichten und stattdessen eine eigene Postleitzahl bekommen. In diesem Falle wäre die Anschrift
```
Musterunternehmen
12346 Musterstadt
```

ohne Hinweis auf eine Straße oder Postfachnummer.
Seit der Umstellung auf fünfstellige Postleitzahlen wird in Deutschland für Postfachanschriften jeweils eine eigene Postleitzahl verwendet, die sich nach dem Standort des Gebäudes richtet, wo sich das Postfach befindet. So gibt es allein in der deutschen Hauptstadt Berlin gegenwärtig 50 solcher Standorte.
International sind die Abkürzungen POB oder P.O.B. für Post Office Box gebräuchlich. Die Regeln für die Anschrift und den Gebrauch sind ähnlich wie in Deutschland. In einigen Ländern wie zum Beispiel Namibia sind Postfächer heutzutage die einzige Zustellungsart, da es keine Hauszustellung gibt.

### Vorteile für den Postfachinhaber
Zu den Vorteilen eines Postfaches gehört es, dass der Empfänger die Post zu einer frei wählbaren Zeit abholen kann. Damit ist er von der Gangfolge des Postzustellers unabhängig und kann seine Post in der Regel früher als durch den Zusteller erhalten. Außerdem muss der Postfachinhaber dem Absender die Hausanschrift nicht bekanntgeben. Reguläre Postsendungen werden nicht in den Hausbriefkasten eingelegt, sofern der Post eine entsprechende Mitteilung vorliegt. Die Post hat dieses Angebot viele Jahre lang gezielt gefördert, indem nur noch bei der Anmeldung des Postfachs eine Gebühr erhoben wurde, so dass die Nutzung bis zu einer bestimmten Menge der anfallenden Sendungen praktisch kostenlos möglich war. Auch Einschreiben und Wertsendungen können an das Postfach zugestellt werden. Das kostenlose Angebot in Deutschland lief zum 28. Februar 2017 aus.
Ein weiterer Vorteil ist die Sicherheit für Postsendungen, die sonst nur bei einem vergleichbar gesicherten und einzeln abschließbaren Hausbriefkasten gegeben ist. Daher bietet ein Postfach auch die Bequemlichkeit, dass Sendungen dort einige Tage liegen können und trotzdem sicher verwahrt sind. Ein Nachsendungs- oder Lagerauftrag ist also bei kurzfristiger Abwesenheit nicht erforderlich. In Deutschland gilt die Regelung, dass die Sendungen wenigstens einmal innerhalb von sieben Werktagen abgeholt werden müssen. Zur Abholung kann auch eine andere Person beauftragt werden, hierzu genügt meist der Postfachschlüssel.

### Vorteile für den Postdienstleister
Kunden des Postdienstleisters mit großen Sendungsaufkommen müssen nicht aufwändig über den Zusteller beliefert werden. Sie holen ihre Eingangspost auf eigene Kosten am Postfach ab.

### Nachteile und Pflichten des Postfachinhabers
Eine Postfachadresse ersetzt in vielen Ländern keine ladungsfähige Anschrift. Der Postfachinhaber muss eine zustellfähige Hausanschrift in Deutschland besitzen, andernfalls ist die Einrichtung in Deutschland nicht möglich. Einige Sendungen wie Telegramme, Päckchen und Pakete werden in Deutschland nicht ans Postfach zugestellt, so dass für einige Firmen hierdurch ein zusätzlicher Aufwand entsteht. Private Postdienste haben in der Regel keinen Zugriff auf die Postfächer. Dies führte im Zusammenhang mit der Schließung von Postfilialen in Deutschland dazu, dass Firmen auf ein Postfach verzichteten.
Bei der Deutschen Post muss der Inhaber sein Postfach so häufig leeren, dass es nicht überfüllt ist. Daher ist bei entsprechender Menge gegebenenfalls ein größeres als das Standardfach zu mieten, wenn die Leerung nicht täglich erfolgen kann.

### Kosten
- In Deutschland unterhält die Deutsche Post AG in ihrem Filialnetz von 12.500 Niederlassungen rund 818.000 Postfächer. Bis Anfang der 1980er Jahre wurde eine Mindestgebühr von 12 DM jährlich erhoben. Zwischenzeitlich wurden Postfächer in der Standardgröße kostenlos angeboten. Ab 1. März 2017 war eine jährliche Miete von 19,90 Euro zu entrichten[5]; im Jahr 2022 beträgt die jährliche Miete 22,90 Euro[6].
- In Österreich kostet das Postfach bei der Österreichischen Post AG ab 9 Euro für Privatkunden und bis zu 26 Euro für Geschäftskunden pro Monat (Stand: 27. November 2014). Das Postfach kann auch für einen Zeitraum von nur vier Wochen zu 9 Euro gebucht werden (ehemals sogenanntes Urlaubsfach).
- In der Schweiz bietet Die Schweizerische Post das Basisangebot der Postfächer seit dem 1. April 2012 gegen eine einmalige Pauschale von 12,00 CHF an den Schaltern an, eine Bestellung über das Internet ist kostenlos.[7]
- Ein Postfach bei der Namibia Post kostet ab N$ 198,70 pro Jahr (etwa 20 Euro) (Stand: 18. April 2010).

## Fotos

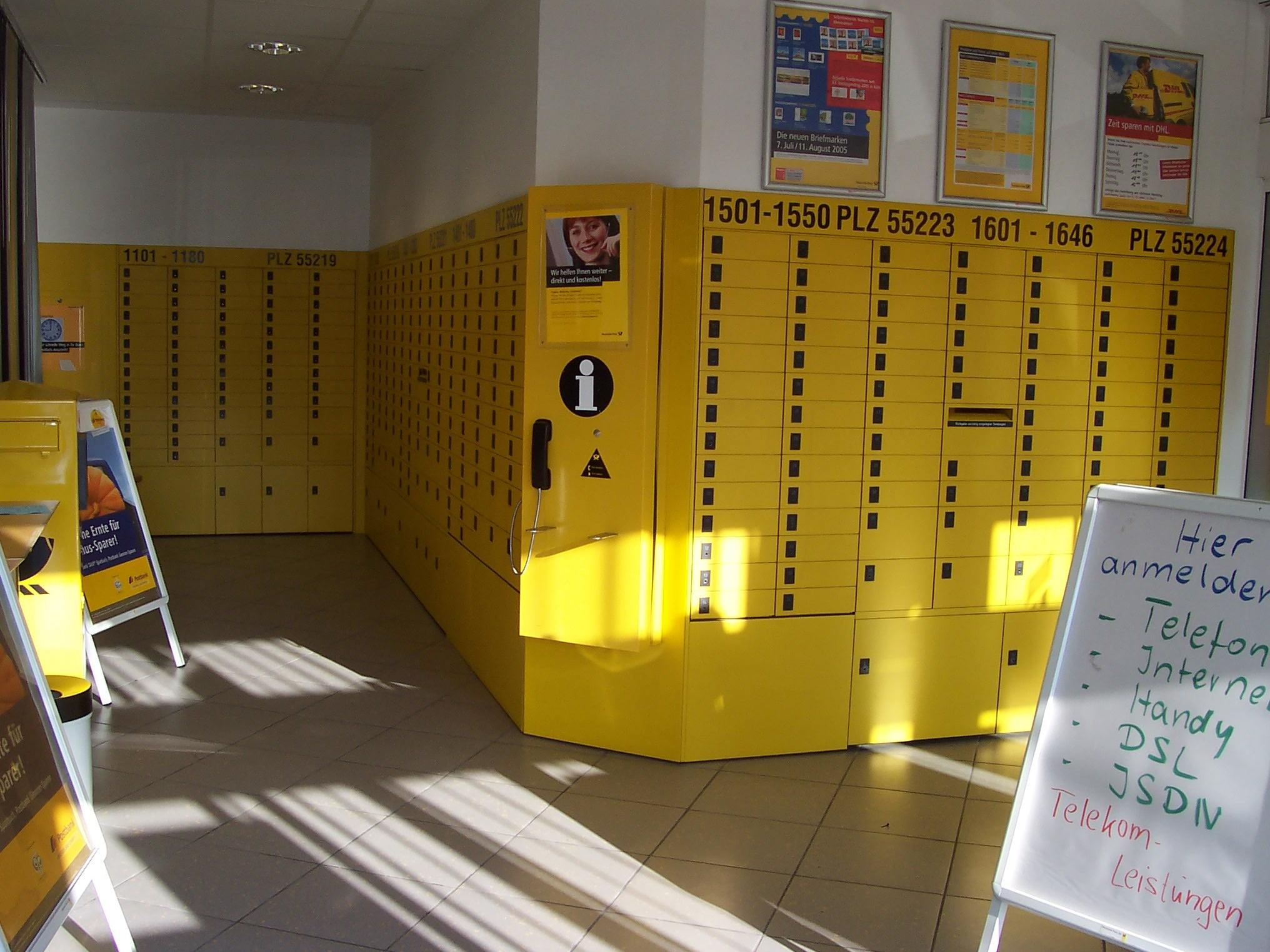
Beispiel für eine Postfachschließanlage der Deutschen Post AG in einer Filiale
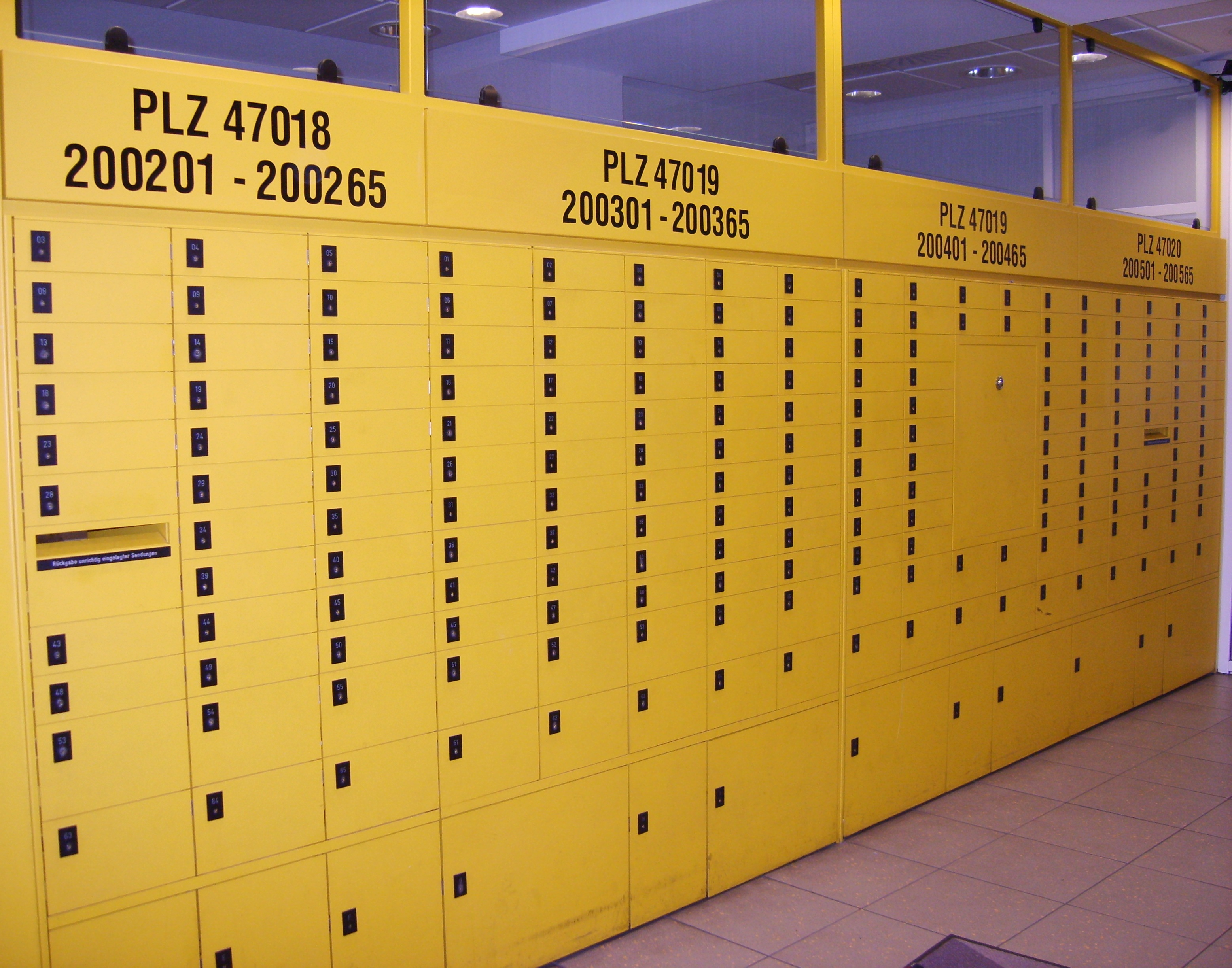
Postfachschränke 47018 bis 47020 in Duisburg
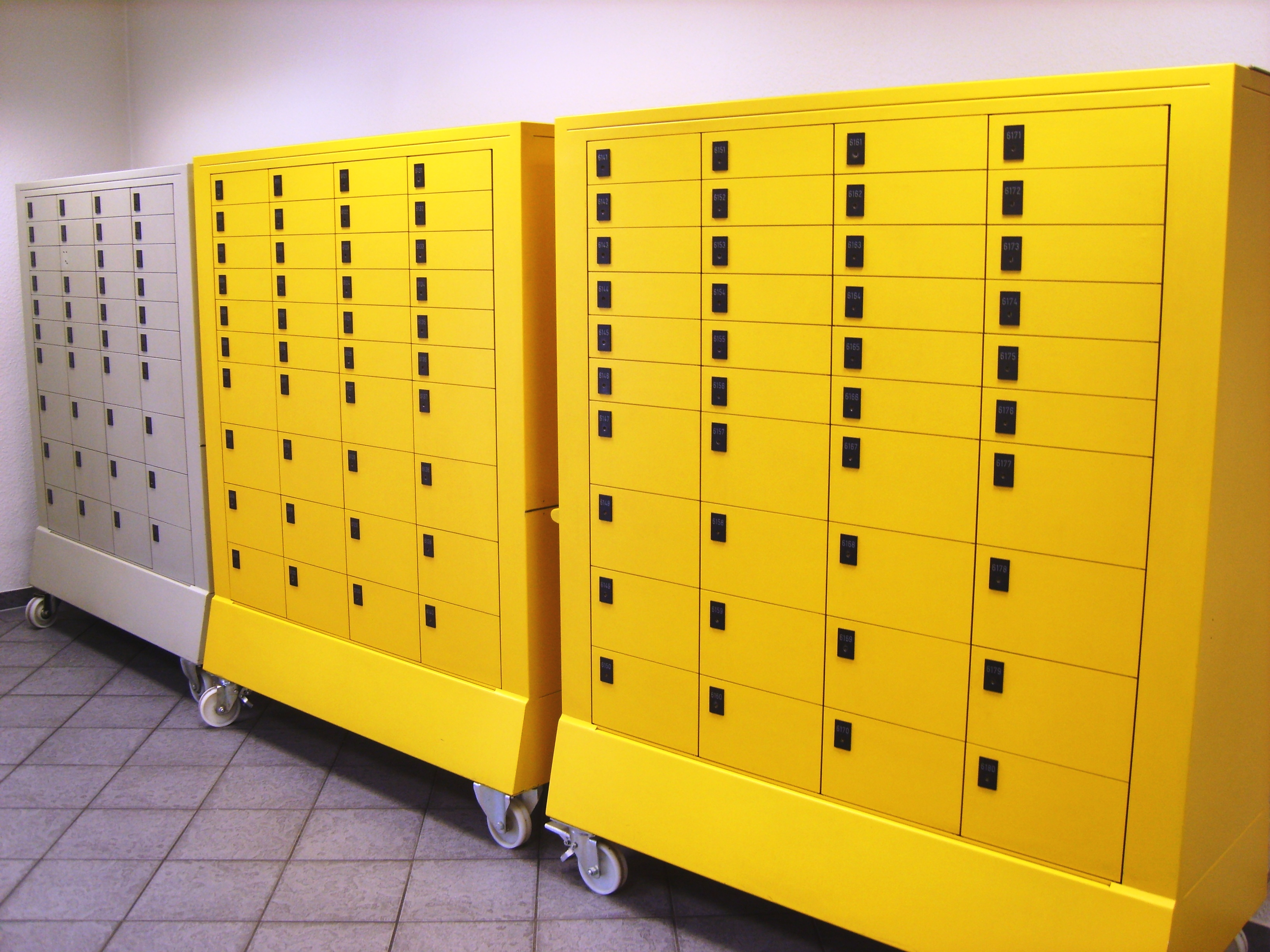
Fahrbare Postfachschränke 52238 und 52239 in Dürwiß
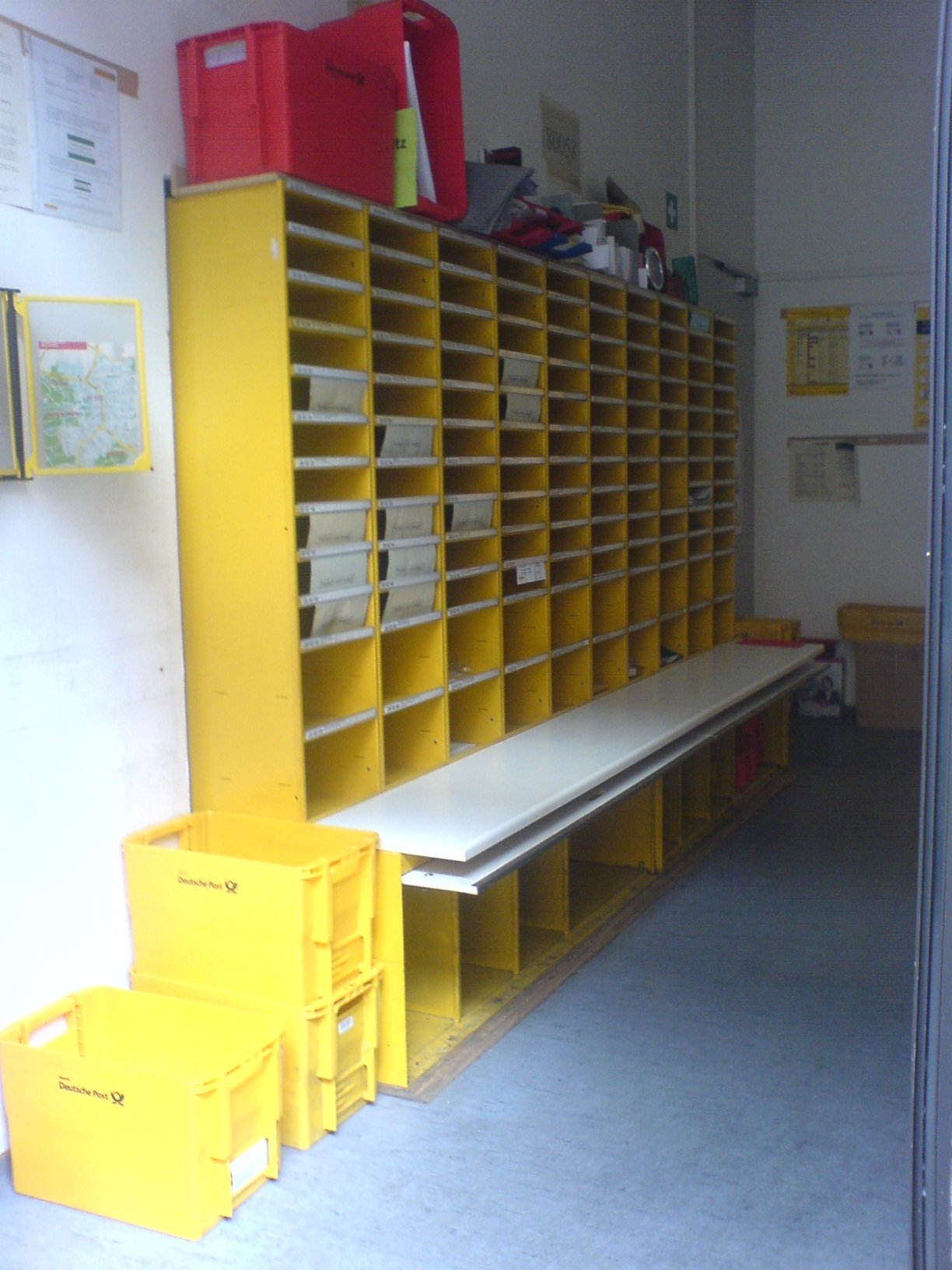
Rückseite einer Postfachschließanlage der Deutschen Post. Von hier aus werden die Sendungen in die jeweiligen Fächer eingelegt
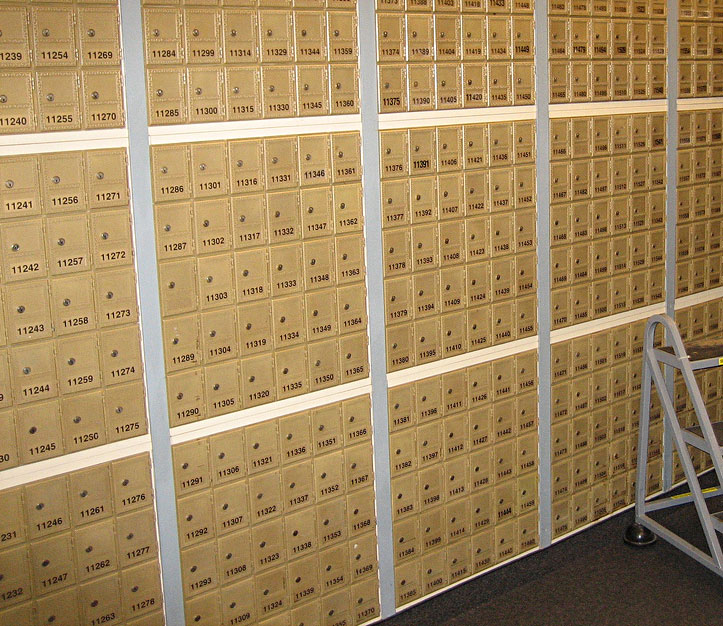
Postfachanlage in Goleta, Kalifornien
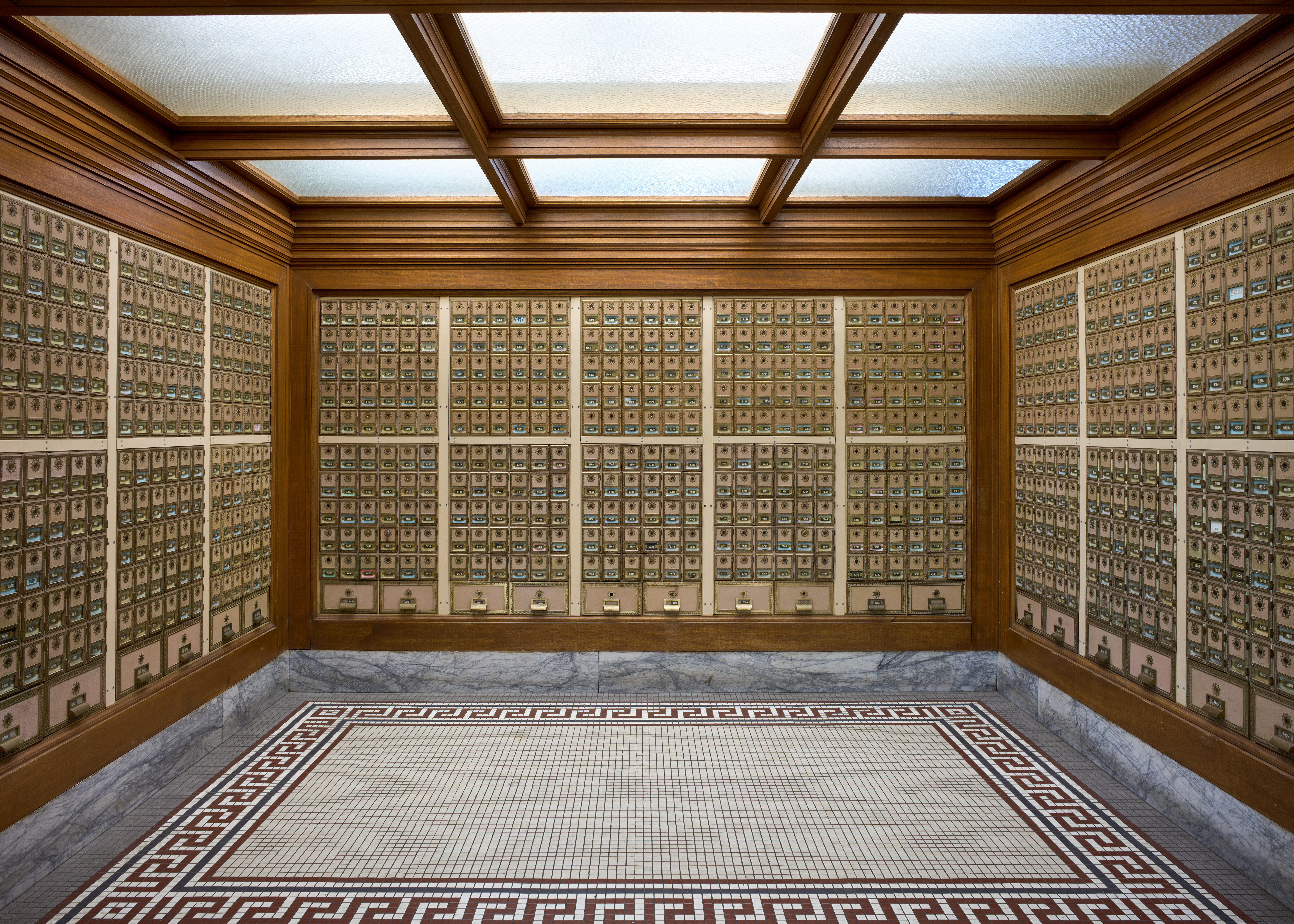
Postfächer im historischen Postamt von Chico, Kalifornien
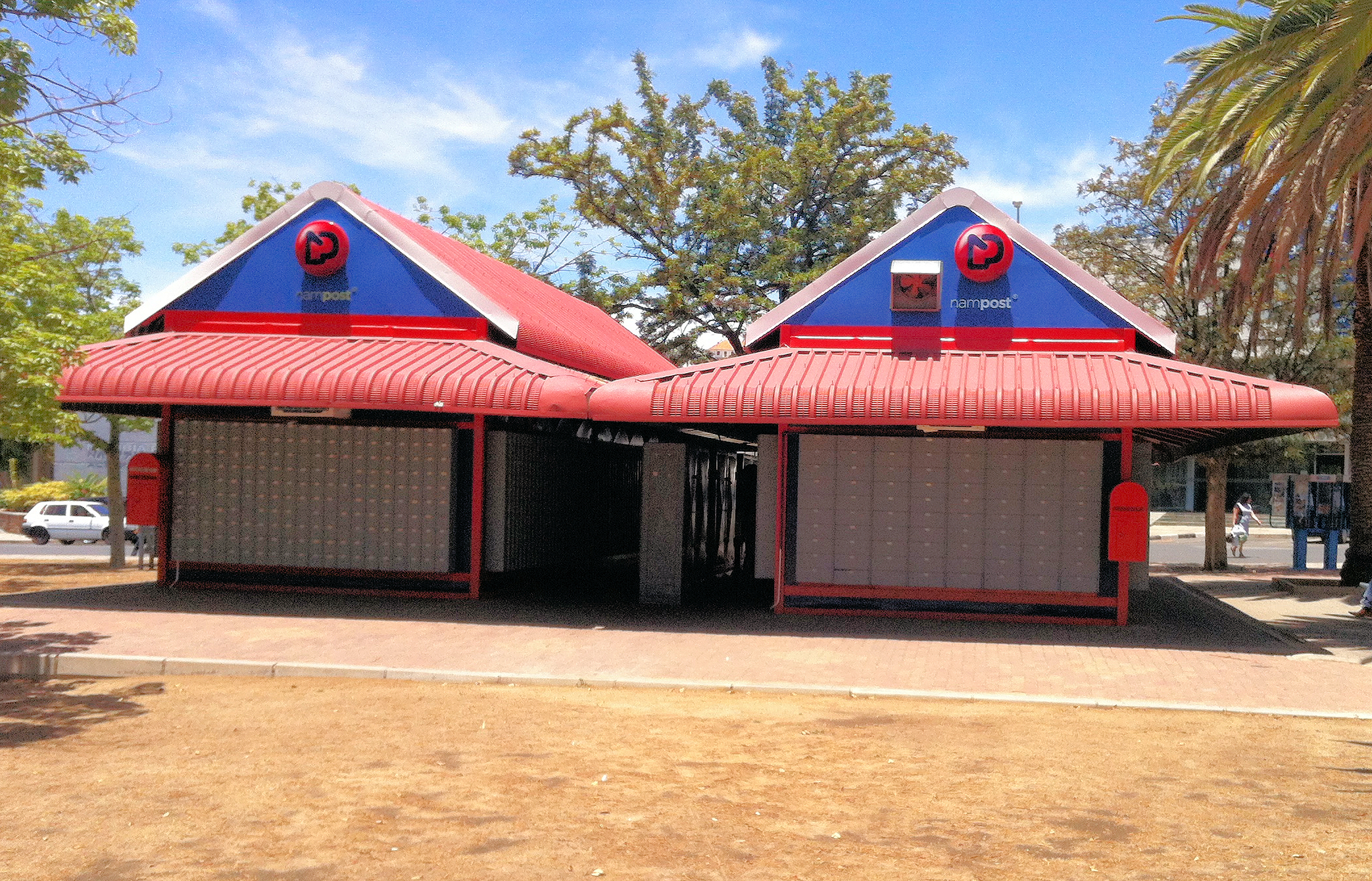
Freistehendes Postfachgebäude am Ausspannplatz in Windhoek, Namibia
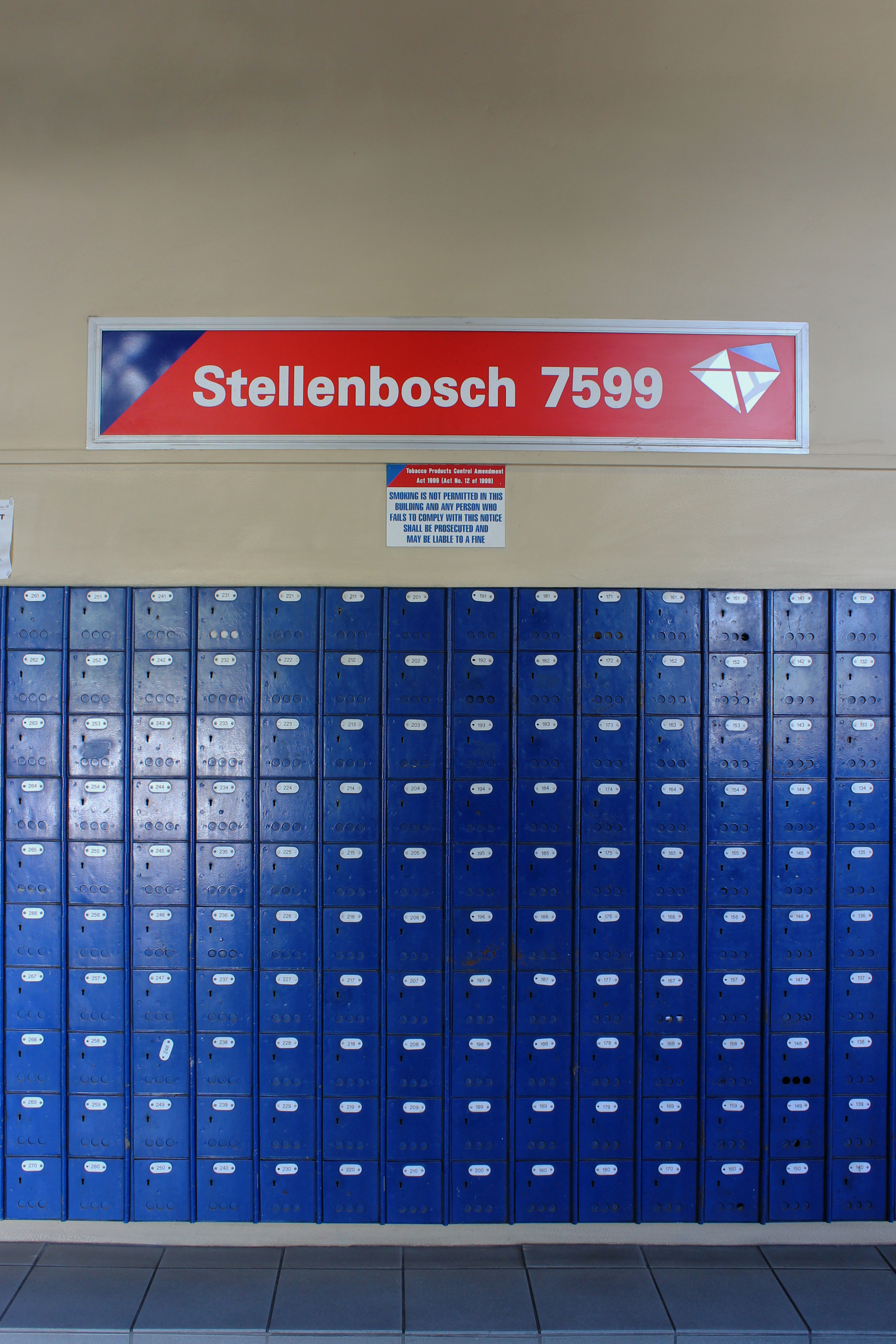
Postfachanlage in Stellenbosch, Südafrika

## Postfachadressen als Code
- In Österreich wurde für den preisgünstigen Versand von persönlich adressierten Massensendungen als „Info-Mail“ die optionale Absenderangabe Postfach 555,  1008 Wien eingeführt. Diese Postadresse existiert nicht wirklich, sondern bedeutet nur, dass zurückgehende Sendungen nicht dem tatsächlichen Absender – gegen Verrechnung eines Rücksendeportos – zurückgestellt werden, sondern – in verschiedenen Postämtern – geschreddert und dem Altpapiermüll zugeführt werden.[8] Adressaten, die vom Absender keine Werbepost mehr erhalten wollen, müssen diesen daher getrennt anschreiben oder sich in die Robinsonliste der Wirtschaftskammer eintragen lassen.[9]

- In den USA galt P.O.Box 1142, eine Postfachdresse in 
Alexandria, Virginia als Codename für eine Anlage des Geheimdienstes des Department of War der USA von 1942–1946, vormals Fort Hunt. Erst in den 1990er-Jahren wurde die Geheimhaltung darüber aufgehoben.[10][11]